# Colomychus
Colomychus é um gênero de mariposa pertencente à família Crambidae.